# Farnham
Farnham é uma localidade de 38 mil habitantes do condado de Surrey, na Inglaterra. A estação de trem fornece um bom ligação com Londres. A cidade é do interesse histórico, com muitos edifícios antigos e muitas casas do século XVIII. O Castelo de Farnham se destaca na cidade.
O ator Jim Sturgess foi criado em Farnham, Surrey.